# Petr Šafařík
Petr Šafařík (* 6. února 1973 Sušice) je český filolog, germanista, vysokoškolský pedagog a publicista. Od roku 2022 je členem Rady České televize (v letech 2022 až 2024 byl i místopředsedou rady), v letech 2011 až 2018 byl členem Rady Českého rozhlasu, od listopadu 2015 do konce března 2016 jí předsedal.

## Život
Vystudoval obory historie - český jazyk a literatura na Filozofické fakultě Univerzity Karlovy v Praze (získal tak titul Mgr.). Dále pak absolvoval obor německá a rakouská studia na Institutu mezinárodních studií Fakulty sociálních věd UK v Praze (obdržel druhý titul Mgr.). Později na Institutu úspěšně složil rigorózní zkoušku a získal tak ještě titul PhDr.
V letech 1996 až 2005 se živil jako překladatel z německého jazyka a publicista. Od roku 2001 působí na Katedře německých a rakouských studií Institutu mezinárodních studií FSV UK v Praze (nejdříve jako externí vyučující, od roku 2005 jako akademický pracovník). Zaměřuje se na dějiny česko-německých vztahů, soudobé kulturní dějiny, dějiny médií, film a dějiny a intelektuální dějiny.
Od srpna 2004 do srpna 2007 byl členem Strany zelených. Od roku 2004 je členem redakční rady časopisu Soudobé dějiny.
V červnu 2011 byl zvolen členem Rady Českého rozhlasu. Jeho mandát ale trval jen do března 2012, protože v Radě ČRo nahradil zesnulého Ladislava Jíšu. Po druhé byl do Rady Českého rozhlasu zvolen v červnu 2012, v květnu 2014 se pak stal jejím místopředsedou. a v listopadu 2015 předsedou. Na funkci předsedy Rady Českého rozhlasu rezignoval z důvodu pracovního vytížení ke konci března 2016. Mandát člena Rady Českého rozhlasu mu vypršel v červnu 2018.
Dne 15. června 2022 byl zvolen Poslaneckou sněmovnou do funkce člena Rady České televize. Získal 97 hlasů z 98 možných hlasů. V srpnu 2022 se navíc stal místopředsedou rady. Post místopředsedy rady zastával do června 2024.